# Mondex
Mondex bio je pametni kartični sistem elektronskog novca, implementiran kao kartica sa vrednošću i u vlasništvu kompanije MasterCard.
Pioniri ovog sistema bili su dva bankara iz banke  1990. godine, a kasnije je odvojen u zaseban konzorcijum, da bi potom bio prodat kompaniji MasterCard.
Mondex je korisnicima omogućavao korišćenje elektronske kartice kao što bi to radili sa gotovinom, omogućavajući peer-to-peer (P2P) offline transfer između kartica, bez potrebe za odobrenjem, putem Mondex bankomata, čitača kartica na računarima, ličnih „novčanika” i specijalizovanih telefona. Ova offline priroda sistema i druge jedinstvene karakteristike činile su Mondex posebnim u odnosu na vodeće konkurente tog vremena, poput sistema Visa Cash, koji je bio zatvoren sistem i bio je mnogo sličniji tradicionalnim transakcijama kartica za plaćanje.
Mondex je takođe omogućavao potpuno zaključavanje kartice, upotrebu više valuta na jednoj kartici i određeni stepen anonimnosti za korisnike. Mondex kartice su bile prilično česte u mnogim univerzitetima jer su tamo uglavnom bile testirane, a takođe su izdate i kao kartice sa dvostrukom namenom - poput kombinovanih kreditnih kartica, ličnih karti i kartica za članstvo u programima lojalnosti.
Sistem je bio uveden širom sveta u više od desetak zemalja, sa različitim implementacijama. Uprkos kontinuiranim ulaganjima od strane korporacije MasterCard, Mondex sistem se nije činilo da se široko prihvati širom sveta, a poslednje mesto gde je radio, Tajvan, onemogućilo je kartice 31. maja 2008. godine, a zamenio ga je sličan, ali tehnološki napredniji sistem, nazvan Mastercard Cash, koji koristi beskontaktnu operaciju, kulminirajući u kartici TaiwanMoney.
Mondex šema je bila preteča bezgotovinskog društva koje je danas uobičajeno putem mobilnih plaćanja, digitalnih novčanika i beskontaktnih plaćanja, i bila je daleko ispred svog vremena.

## Istorija
Mondex su 1990. godine izmislili Tim Džouns i Grejem Higins iz NatWest banke u Velikoj Britaniji. U martu 1992. godine interni testovi sistema, tada poznatog kao Byte, počeli su se izvoditi u jednom od glavnih računarskih centara kompanije NatWest, Goodman's Fields u Londonu.
Do decembra 1993. godine razvoj je nastavljen tajno, kada je sistem javno predstavljen sa saopštenjem da se Midland Bank pridružila šemi kao partner sa 50% ulaganja.
Inicijalna javna ispitivanja plaćanja sistema izvršena su od jula 1995. godine u Svindonu, Viltšajr. Javna faza je zahtevala razvoj i proizvodnju brojnih uređaja za trgovce i pametnih kartica, uz sponzorstvo i postavljanje maloprodajnih terminala od strane BT-a, NatWest-a i Midland Bank-a na parkinzima, telefonskim govornicama, autobusima i kod trgovaca u gradu, izdavanjem Mondex kartica stanovnicima. U prvih pet nedelja probnog perioda, navodno je instalirano 1.900 terminala kod 620 prodavaca, a 6.000 korisnika kartica se prijavilo, sa ciljem da se tokom godinu dana testiranja dostigne cilj od 40.000 korisnika kartica i 1.000 prodavaca. Do septembra 1995. godine, svi autobusi, parking prostori i telefonske govornice trebalo je da prihvate Mondex, a 20 bankomata i 300 telefonskih govornica trebalo je da podržavaju prenose sredstava putem sistema.
U julu 1996. godine, NatWest i Midland Bank su prodali prava intelektualne svojine za razvoj koncepta, tehnologije i brenda Mondex novoj grupi pod nazivom Mondex International, uz pridruživanje 17 velikih banaka kao akcionara. Od tog trenutka, Mondex International je upravljao brendom Mondex, nadgledao svoje franšize i potpisivao ugovore sa novim franšizama širom sveta. Takođe je upravljao Mondex tehnologijom i razvijao njegov softver.
U novembru iste godine, Mastercard je stekao 51% vlasništva nad Mondex International i u potpunosti podržao Mondex šemu, odmah napuštajući sopstveni elektronski novčani sistem koji je bio u razvoju do tada. Mastercard je zatim stekao potpuno vlasništvo nad kompanijom u junu 2001. godine.
Godine 1996. Visa i Mastercard su se složile sa onim što je poznato kao Upper West Side proba. Visa je implementirala Visa Cash, svoj sopstveni sistem elektronskog novca, a Mastercard je implementirao Mondex kako bi videli da li će ljudi na ostrvu Manhattan usvojiti koncept i tehnologiju kao sredstvo zamene za gotovinu.
Mondex se lansirao na nekoliko tržišta tokom devedesetih godina, proširujući se od prvobitnog testiranja u Swindonu do Hong Konga, Njujorka i Guelpha, Kanada. Takođe je bio testiran na nekoliko britanskih univerzitetskih kampusa krajem devedesetih godina, uključujući Univerzitet u Edinburgu, Univerzitet u Exeteru (između 1997. i 2001.), Univerzitet u Yorku, Univerzitet u Notingemu, Aston Univerzitet i Univerzitet Sheffield Hallam.
Tokom kasnih 90-ih i početkom 2000-ih, testiranja su nastavljena širom sveta, sa različitim stepenom usvajanja od strane korisnika i popularnosti. Na kraju, čak i najuspešnija od ovih testiranja nije postigla svoj cilj, budući da većina zemalja sa Mondex pilotima nikada nije videla nacionalnu implementaciju sistema - na mnogim mestima, šema je ostala u eksperimentalnoj fazi dok lokalni Mondex franšiznik nije zatvorio svoja vrata.